# Dipodomys phillipsii
Espèce
Statut de conservation UICN

 LC  : Préoccupation mineure
Statut CITES
Dipodomys nelsoni est une espèce de Rongeurs de la famille des Heteromyidae. C'est un petit mammifère qui fait partie des rats-kangourous d'Amérique. Il est endémique du Mexique.
L'espèce a été décrite pour la première fois en 1841 par le zoologiste britannique John Edward Gray (1800-1875). Elle a été nommée en hommage à John Phillips qui fit don de plusieurs spécimens rares d'oiseaux au British Museum, mais aussi du spécimen type de ce rat-kangourou.

## Liste des sous-espèces
Selon ITIS (2 juin 2016) :
- sous-espèce Dipodomys phillipsii oaxacae
- sous-espèce Dipodomys phillipsii perotensis
- sous-espèce Dipodomys phillipsii phillipsii

Selon Mammal Species of the World (version 3, 2005)  (2 juin 2016) :
- sous-espèce Dipodomys phillipsii oaxacae
- sous-espèce Dipodomys phillipsii ornatus - considérée par ITIS comme une espèce à part entière : Dipodomys ornatus[2]
- sous-espèce Dipodomys phillipsii perotensis
- sous-espèce Dipodomys phillipsii phillipsii